# Hans-Peter Kuhnen

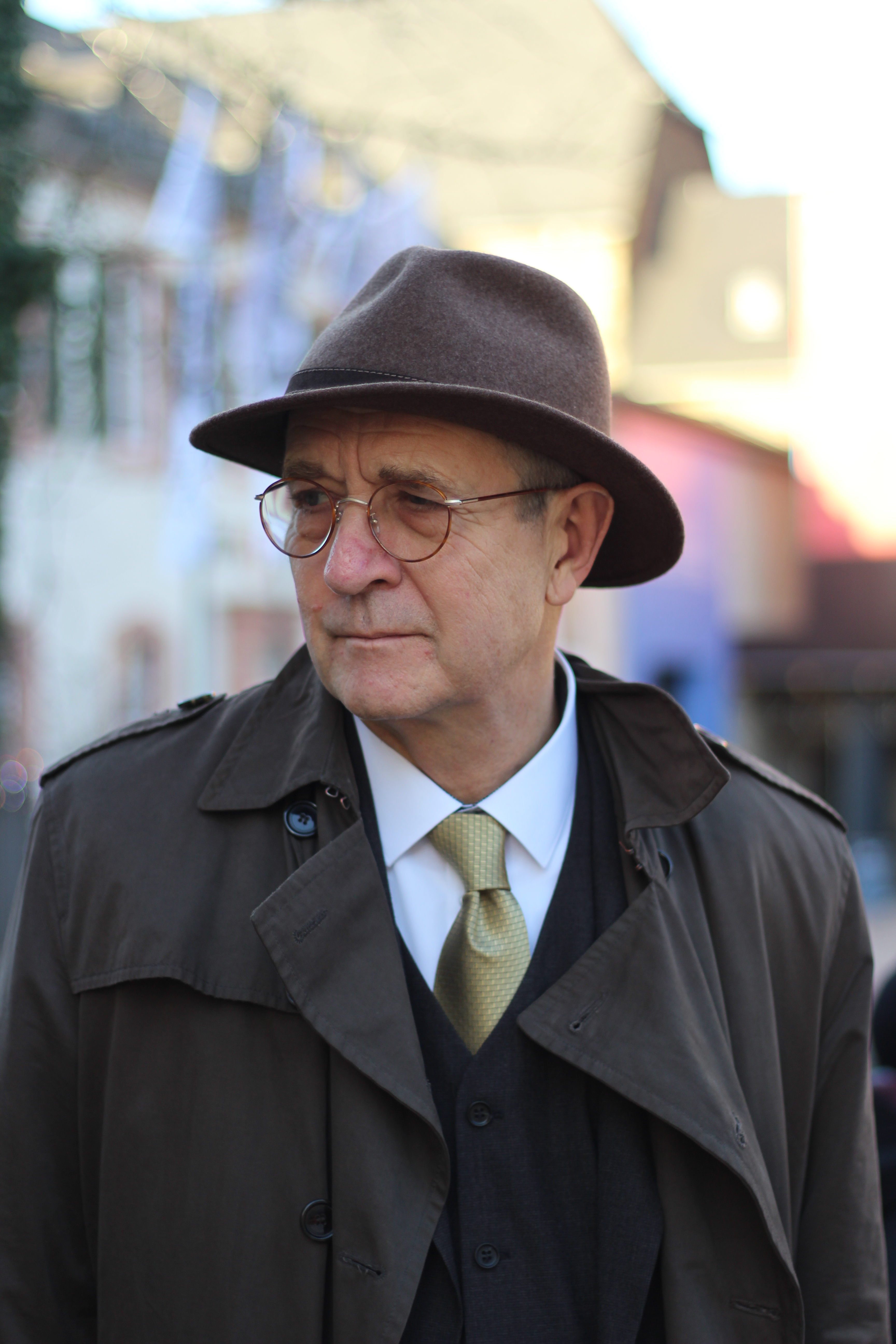
Hans-Peter Kuhnen (2017)

Hans-Peter Kuhnen (* 23. März 1953 in Göppingen) ist ein deutscher Provinzialrömischer Archäologe. Schwerpunkte seiner Tätigkeit sind Forschungen zum römischen Trier (Augusta Treverorum) sowie zur Archäologie Israels.

## Werdegang
Nach dem Zivildienst, den er mit der Aktion Sühnezeichen Friedensdienste in Israel leistete, studierte Kuhnen Provinzialrömische Archäologie an den Universitäten München, Heidelberg und Tel-Aviv mit den Nebenfächern Vor- und Frühgeschichte sowie Alte Geschichte. 1982 promovierte er in München bei Günter Ulbert mit dem Thema Studien zur Siedlungsarchäologie des Karmel. Israel zwischen Hellenismus und Spätantike.
Von 1982 bis 1987 war Kuhnen Referent für Zweigmuseen und Öffentlichkeitsarbeit an der Prähistorischen Staatssammlung München, anschließend bis 1990 kommissarischer Leiter der Archäologischen Abteilung des Kurpfälzischen Museums der Stadt Heidelberg. 1990 bis 1994 leitete er die Archäologischen Sammlungen des Württembergischen Landesmuseums Stuttgart und war zuständig für das Limesmuseum Aalen, das Römermuseum Arae Flaviae in Rottweil und den römischen Weinkeller Oberriexingen. Von 1994 bis 2004 leitete Kuhnen das Rheinische Landesmuseum Trier. 2003 bis 2005 arbeitete er im Ministerium für Wissenschaft, Weiterbildung, Forschung und Kultur Mainz an der Vorbereitung einer Strukturreform der Landesmuseen, -archive und der Denkmalpflege in Rheinland-Pfalz. Vom 1. November 2005 bis 15. August 2011 leitete Kuhnen das Institut für Archäologie und Naturwissenschaften Koblenz am Landesamt für Denkmalpflege Rheinland-Pfalz (seit 2007 Generaldirektion Kulturelles Erbe Rheinland-Pfalz). Seit dem 15. August 2011 ist er als Leitender Akademischer Direktor am Institut für Altertumswissenschaften, Arbeitsbereich Vor- und Frühgeschichte der Universität Mainz tätig und unterrichtet dort provinzialrömische und biblische Archäologie. 2012 habilitierte er sich an der Universität Mainz und erhielt die venia legendi in Provinzialrömischer Archäologie. 2018 verlieh ihm die Universität Mainz den Titel außerplanmäßiger Professor.
Schwerpunkt seiner Lehr- und Forschungstätigkeit seit 2009 ist der frühislamische Kalifenpalast Khirbat al-Minya am See Genezareth (Israel), für dessen Restaurierung er 2015 und 2016 Fördermittel aus dem Kulturerhalt-Programm des Auswärtigen Amtes erhielt. Seit 2019 bearbeitet er im Auftrag des Südtiroler Archäologiemuseums die Ausgrabungen der Jahre 1978 bis 1982 der spätantiken Höhensiedlung auf dem Säbener Berg, Gemeinde Klausen (Südtirol).
Kuhnen ist seit 1999 korrespondierendes Mitglied des Deutschen Archäologischen Instituts. Weiterhin ist er ehrenamtlicher Sekretär der Vereinigung der Museen der Großregion SaarLorLuxPalatinatWallonie und seit 2008 Mitglied der Deutsch-Israelischen Gesellschaft Trier. Er erhielt Lehraufträge an den Universitäten München (1986/1988), Saarbrücken (1988/1989), Heidelberg (1989/1990), Stuttgart (1993/1994), Trier (2000/2001) und Mainz (seit 2006 in Biblischer Archäologie sowie Vor- und Frühgeschichte).

## Schriften (Auswahl)
- Nordwest-Palästina in hellenistisch-römischer Zeit. Bauten und Gräber im Karmelgebiet. VCH-Verlag, Weinheim 1986.
- Studien zur Chronologie und Siedlungsarchäologie des Karmel (Israel) zwischen Hellenismus und Spätantike (= Tübinger Atlas zum Vorderen Orient. Beiheft B 72), Wiesbaden 1989.
- Palästina in griechisch-römischer Zeit (= Handbuch der Archäologie. Vorderasien II,2). C. H. Beck, München 1990.
- Vom Rennfeuer zum Spitzbarren. Antike Eisenverhüttung auf der Ostalb. Selbstverlag des Württembergischen Landesmuseums Stuttgart, Stuttgart 1991.
- (als Herausgeber und Autor): Gestürmt – geräumt – vergessen? Der Limesfall und das Ende der Römerherrschaft in Südwestdeutschland (= Führer und Bestandskataloge der Archäologischen Sammlungen. Band 2). Württembergisches Landesmuseum Stuttgart, Stuttgart 1992.
- (als Herausgeber und Autor): Mit Thora und Todesmut. Judäa im Widerstand gegen die Römer von Herodes bis Bar Kochba (= Führer und Bestandskataloge III). Württembergisches Landesmuseum Stuttgart, Stuttgart 1994.
- (mit Ellen Riemer): Landwirtschaft im römischen Südwestdeutschland. Führer durch den Römischen Weinkeller Oberriexingen (= Führer und Bestandskataloge der Archäologischen Sammlungen. Band 4). Zweigmuseum des Württembergischen Landesmuseums Stuttgart, Stuttgart 1995.
- (als Mitherausgeber und Autor, gemeinsam mit W. Czysz, C.-M. Hüssen und G. Weber (Hrsg.):) Provinzialrömische Forschungen. Festschrift Günter Ulbert. Espelkamp 1995.
- Mit Thora und Todesmut. Judäa im Widerstand gegen die Römer von Herodes bis Bar-Kochba. Staatliches Museum für Naturkunde und Vorgeschichte, Oldenburg 1996.
- (als Herausgeber und Autor): Religio Romana. Wege zu den Göttern im antiken Trier (= Schriftenreihe des Rheinischen Landesmuseums Trier. Nr. 12). Trier 1996.
- (als Herausgeber und Autor): Archäologie zwischen Hunsrück und Eifel. Führer zu den Ausgrabungsstätten des Rheinischen Landesmuseums Trier. (= Schriftenreihe des Rheinischen Landesmuseums Trier. Nr. 15). Trier 1999.
- (als Herausgeber und Autor): Morituri. Menschenopfer – Todgeweihte – Strafgerichte. Trier 2000.
- (als Herausgeber und Autor): abgetaucht. aufgetaucht. Flussfundstücke. Aus der Geschichte. Mit ihrer Geschichte (= Schriftenreihe des Rheinischen Landesmuseums Trier.  Nr. 21). Trier 2001.
- (als Herausgeber und Autor): Das römische Trier (= Führer zu archäologischen Denkmälern in Deutschland. Nr. 40). Stuttgart 2001.
- (als Herausgeber und Autor): Propaganda. Macht. Geschichte. Archäologie an Rhein und Mosel im Dienst des Nationalsozialismus (= Schriftenreihe des Rheinischen Landesmuseums Trier. Nr. 24). Trier 2002.
- (mit S. Pfahl und F. Unruh): Forma Urbis Trevericae. Das römische Trier in archäologischen Stadtplänen (= Vorstudien zum archäologischen Stadtkataster. Heft 4, Schriftenreihe des Rheinischen Landesmuseums Trier Nr. 22 C). Trier 2002.
- (als Mitherausgeber und Autor zusammen mit Wolfgang Zwickel): Archäologie im Heiligen Land. 60 Jahre Gründung des modernen Staates Israel (= Kleine Arbeiten zum Alten und Neuen Testament. Nr. 8). Kameen 2009.
- mit Wilhelm Reusch, Marcel Lutz: Die Ausgrabungen im Westteil der Trierer Kaiserthermen 1960–1966. Der Stadtpalast des Finanzprocurators der Provinzen Belgica, Ober- und Niedergermanien (= Archäologie aus Rheinland-Pfalz. Nr. 1). Rahden/Westf. 2012.
- (mit Franziska Bloch): Kalifenzeit am See Genezareth: Der Palast von Khirbat al-Minya / The age of the Caliphs at the Sea of Galilee: The Palace of Khirbat al-Minya (= Archäologische Führer zum Nahen Osten. Band 1). Nünnerich-Asmus Mainz 2014.
- (als Herausgeber und Autor): Khirbat al-Minya: Der Umayyadenpalast am See Genezareth (= Orient-Archäologie. Band 36). Verlag Marie Leidorf, Rahden/Westf. 2016, ISBN 978-3-89646-666-2.
- (als Herausgeber und Autor): Amphitheater Trier I. Ausgrabungen und Forschungen 1816–1996 (= Archäologie aus Rheinland-Pfalz. Nr. 2). Verlag Marie Leidorf, Rahden / Westf. 2017, ISBN 978-3-86757-652-9.
- Wüstengrenze des Imperium Romanum. Der Römische Limes in Israel und Jordanien. Mit Beiträgen von Johanna Ritter-Burkert und Stefan F. Pfahl und Texten von Dennis Becker, Cathrin Ohrmann, Sven Mietzsch, Kolja Richter, Hanne Spitzlay und Ute Wahl (= Archäologische Führer zum Nahen Osten. Band 2). Nünnerich-Asmus, Mainz 2018 (2. Auflage 2024).